# Pao abei
El Pao abei es una especie de pez actinopeterigio de agua dulce, de la familia de los tetraodóntidos. La especie es ocasionalmente utilizada en acuariofilia.

## Morfología
Con el cuerpo típico de los peces globo de agua dulce de su familia, la longitud máxima descrita fue de un macho de 10'3 cm. Se distingue de los demás miembros de su género por su color: superficie dorsolateral entera del cuerpo con numerosas manchas pálidas distribuidas uniformemente sobre un fondo oscuro, todos los adultos con numerosos punto, en especímenes vivos observados las manchas son anaranjadas y el fondo marrón o café negruzco, mientras que en algunos del río Xe Bang Fai (en Laos) las manchas eran ligeramente naranjas.

## Distribución y hábitat
Se distribuye por ríos y lagos del sureste de Asia, en las cuencas hidrográficas de los ríos Mae Klong, Chao Phraya y Mekong; se ha observado que remontan hasta las cataratas Khone Phapheng al comienzo del año hidrológico (octubre a noviembre). Son peces de agua dulce tropical, de comportamiento demersal.